# سیارک ۴۶۷۰۲
سیارک ۴۶۷۰۲ (به انگلیسی: 46702 Linapucci، نامگذاری:1997DX) چهل و شش هزار و هفتصد و دومین سیارک کشف شده‌است که در ۲۸ فوریه ۱۹۹۷ کشف شد.